# Пиърс О'Махони
Пиърс Чарлз де Лейси О'Махони (на английски: Pierce Charles de Lacy O'Mahony) е ирландски благородник и протестант националист, филантроп и виден българофил.

## Биография
Пиърс О'Махони е роден на 9 юни 1850 година в Дъблин, но произхожда от благороднически род от графство Кери. Завършва училището „Ръгби“, графство Уоруик, колежа „Магдалена“ в Оксфорд и се дипломира в „Кралския земеделски колеж“ в Сиренсестър. Като британски депутат в периода 1886-1892 и ирландски националист защитава идеята за независимост на Ирландия. Заедно с Уилям Гладстон защитава българската кауза в британския парламент след потушаването на Априлското въстание в Османската империя.

### Сиропиталище „Свети Патрикий“
Пристига в България през 1903 година, за да основе сиропиталището „Свети Патрикий“ в София за деца сираци от Македония и Одринска Тракия, жертва на турските изстъпления през Илинденско-Преображенското въстание. Всичките деца са осиновени от Пъирс О'Махони, взимат неговата фамилия и получават солидно образование с неговата помощ. Сред възпитаниците му са: граматиковците Никола Иванов, юрист и подофицер, Атанас Димов, мичман II ранг на миноносеца „Храбри“ и Тодор Петков, български художник, Апостол Георгиев, български офицер, загинал през Първата световна война, Атанас Попфилипов от Бачево, лекар, и други.
След Междусъюзническата война и българската национална катастрофа О'Махони активно защитава българската кауза.
Преди началото на Първата световна война активно работи България да не се присъедини към съюза на Централните сили. През януари 1915 година е награден лично от цар Фердинанд I с орден „За гражданска заслуга“. По време на пребиваването си в България приема православието, но не спира да е член на Ирландската църква, докато през 1927 година е принуден да избира между двете и в крайна сметка приема католицизма през 1929 година.
Умира на 31 октомври 1930 година в Дъблин.

## Памет
Площад и улица (Карта) в София носят името Пиърс О'Махони.